# Ferrovia Bière-Apples-Morges
La ferrovia Bière-Apples-Morges è una linea ferroviaria a scartamento metrico della Svizzera.

## Storia
Sin dal 1875 si pensò di collegare Morges (sulla ferrovia Losanna-Ginevra) a Bière, località che dal 1835 ospita una piazza d'armi dell'esercito svizzero; inoltre si sentiva la necessità di collegare il lago Lemano con il massiccio del Giura: a tal fine si progettò una linea tra Yverdon-les-Bains, Orbe, L'Isle, Montricher e Nyon, che rimase solo sulla carta.
Ottenuta nel 1893 la concessione per la linea Bière-Apples-Morges, i lavori per la costruzione iniziarono nell'aprile 1894, e la tratta fu inaugurata il 29 giugno 1895.
Il 12 settembre dell'anno successivo aprì il tronco tra Apples e L'Isle, concesso nel 1894 e costruito da una società costituitasi ad hoc il 20 dicembre 1895; la gestione della tratta fu affidata alla Bière-Apples-Morges, e da essa alla compagnia del Giura-Sempione.
Nel 1899 (con effetto dal 1º luglio) la Apples-L'Isle fu ceduta alla Bière-Apples-Morges; l'esercizio continuava ad essere affidato alla Giura-Sempione. In seguito alla nazionalizzazione della Giura-Sempione, avvenuta il 1º maggio 1903, l'esercizio passò alle Ferrovie Federali Svizzere (FFS) che lo mantennero fino al 31 dicembre 1915; dal giorno successivo l'esercizio fu curato direttamente dalla società concessionaria. 
Nel 1937 venne presentato un progetto per l'elettrificazione della linea, realizzata nel 1943 (l'inaugurazione avvenne il 1º luglio per la tratta Bière-Apples-Morges e il 13 novembre per la Apples-L'Isle) grazie a contributi federali, cantonali, comunali e del dipartimento militare federale.
Il 25 giugno 2003 la società gestrice della linea ha cambiato ragione sociale da Compagnie du Chemin de fer de Bière-Apples-Morges (BAM) in Transports de la région Morges-Bière-Cossonay (MBC).
Nel 2016 è stato introdotto il cadenzamento dei treni: un convoglio ogni 30 minuti nelle ore di punta tra Bière, Apples e Morges.

## Caratteristiche
La linea, a scartamento metrico, è lunga 20 km tra Bière e Morges, mentre la diramazione tra Apples e L'Isle è lunga 11 km; la pendenza massima è del 35 per mille, il raggio minimo di curva 100 metri. La linea è elettrificata in corrente alternata a 15 kV 16,7 Hz.

### Percorso
|  |  | Continuation backward |

|  | Unknown route-map component "KBHFa-L" | Unknown route-map component "BHF-R" |

|  |  | Straight track | One way leftward | Unknown route-map component "CONTfq" |

|  | Unknown route-map component "SKRZ-Ao" |

|  | Stop on track |

|  | Stop on track |

|  | Station on track |

|  | Stop on track |

|  | Stop on track |

|  | Station on track |

|  | Station on track |

|  | Stop on track |

|  | Stop on track |

|  | Head station | Straight track |  |  |

|  | Stop on track | Straight track |  |  |

|  | Station on track | Straight track |  |  |

|  | Stop on track | Straight track |  |  |

|  | Stop on track | Straight track |  |  |

|  | Station on track | Straight track |  |  |

|  | Stop on track | Straight track |  |  |

|  | One way leftward | Unknown route-map component "ABZg+r" |  |  |

|  | Station on track |

| 11,55 |
| 0,000 |

|  | Stop on track |

|  | Station on track |

|  | Unknown route-map component "ABZgl" | Unknown route-map component "CONTfq" |

| End station |

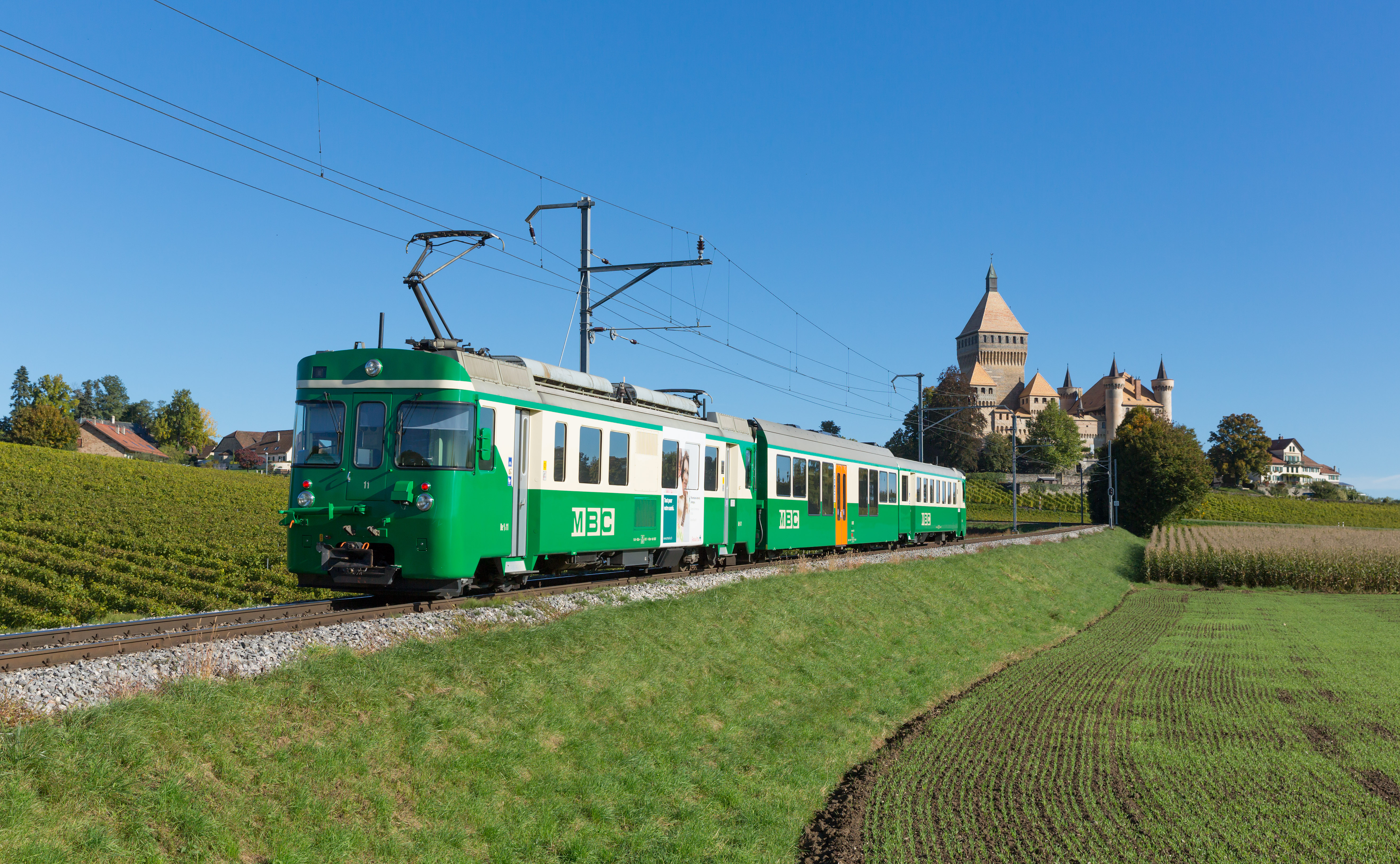
Un convoglio diretto a Bière nei pressi del castello di Vufflens

La linea parte dalla stazione di Morges, condivisa con le FFS. Superata l'autostrada A1, la linea tocca Chigny e Vufflens-le-Château, transitando nei pressi del castello. Attraversate Bussy-Chardonney e Yens si giunge ad Apples, stazione da cui parte la diramazione per L'Isle. Ripartita da Apples, la strada ferrata serve Froideville e Ballens prima di giungere al capolinea di Bière.
Il 23 ottobre 1997 è stato aperto un raccordo, lungo circa 2 km e utilizzato dall'esercito svizzero per il trasporto di mezzi blindati, che congiunge la linea con la piazza d'armi di Bière.

## Materiale rotabile
La dotazione d'origine della linea consisteva in tre locomotive a vapore a tre assi fornite dalla SLM (serie G 3/3 1÷3), cui si aggiunse una quarta identica per la Apples-L'Isle. Locomotive simili prestavano servizio anche sulla ferrovia del Brünig e sulla ferrovia Montreux-Oberland Bernese. Una quinta locomotiva (G 3/3 6), costruita dalla SLM nel 1901) fu acquistata nel 1921 dalla linea del Brünig, mentre una sesta (G 3/4 7, costruita dalla SLM nel 1914) venne rilevata nel 1941 dalla Furka-Oberalp-Bahn. Con l'elettrificazione della BAM le locomotive a vapore furono vendute o demolite; sopravvive la numero 6, venduta nel 1967 alla Blonay-Chamby.
Nel 1943 entrarono in servizio quattro elettromotrici a carrelli con vano bagagliaio, a cui fece seguito una quinta nel 1949, tutte costruite dalla Schlieren con parte elettrica Sécheron.
Nuovi rotabili entrarono in servizio nel 1981: tre elettromotrici a carrelli immatricolate nella serie Be 4/4 11÷13, (costruite da ACMV, SIG e SAAS); una quarta elettromotrice identica fu acquistata nel 2004 dalla ferrovia Yverdon-Sainte-Croix, a cui fu rivenduta undici anni dopo. Nel 1994 furono acquisiti i due locomotori Ge 4/4 21÷22 per i servizi merci. Nel 2015 la Stadler ha consegnato 8 elettromotrici, ordinate due anni prima insieme a MOB, TRAVYS e TPF.
Per i servizi merci su linee a scartamento ordinario è stata acquisita nel 2013 una locomotiva elettrica del gruppo Re 420.

### Materiale motore - prospetto di sintesi[24]
| Unità            | Anno di costruzione | Costruttore   | Note                                                         |
| ---------------- | ------------------- | ------------- | ------------------------------------------------------------ |
| BDe 4/4 2        | 1943                | SWS-SAAS      | rotabile storico                                             |
| Be 4/4 11÷12, 14 | 1981                | ACMV-SIG-SAAS | Be 4/4 14 fino al 1983 numerata 13                           |
| Be 4/4 31÷38     | 2015                | Stadler       |                                                              |
| Ge 4/4 21÷22     | 1994                | ABB-SLM       |                                                              |
| Tm 2/2 41        | 1988                | RACO          | locomotore di servizio                                       |
| Tm IV            | 1976                | SLM-MFO       | a scartamento normale, per manovre                           |
| Te III 144, 155  | 1965                | SLM-MFO       | ex FFS, a scartamento normale                                |
| Re 420 506       | 1968                | SLM-BBC-MFO   | ex FFS, acquistata dalla BLS nel 2013, a scartamento normale |